# Sarcoramphus papa
El cóndor de la selva (Sarcoramphus papa), también llamado cóndor real, chom, cuervo real, jote real, rey zope, zopilote real, zopilote rey, o rey zamuro,  asimismo, chombo rey y rey de los gallinazos, es una especie de ave de la familia Cathartidae (buitres Americanos). Como especie carroñera, hace una muy importante labor de limpieza del ambiente. A menudo realiza el corte inicial en cadáveres de animales grandes. Por su tamaño, desplaza a buitres americanos más pequeños que se encuentran cerca del cadáver. Vive 30 años en cautiverio o libre. Único miembro superviviente del género Sarcoramphus que incluye también miembros fósiles. No se reconocen subespecies. Mide entre 71 y 81.5 cm y su envergadura aproximadamente 1.93 m, pesa entre 2,7 y 4,5 k. Alas largas y anchas; cola corta, ancha y cuadrada. Tiene ojos blancos, cuello desnudo color naranja y amarillo, cabeza desnuda gris oscuro y anillo ocular naranja. Base del pico amarillo, punta del pico naranja y patas gris claro. Cobertoras superiores e inferiores del ala y espalda blanquecinas. Posee un collar gris. Las álulas [Zool. Grupo de plumas del borde anterior de las alas de las aves, que se insertan sobre el primer dedo y poseen funciones especiales en el vuelo], secundarias y primarias del ala son negras al igual que la cola. Se distribuye desde el sur de México hasta el norte de Argentina. 
Habita en las tierras bajas del bosque tropical siempre verde, tropical caduco y de galería. Prefiere clima caliente húmedo a subhúmedo con abundante precipitación en verano. Se le encuentra en alturas menores a 1,500 m s. n. m. En México, la NOM-059-SEMARNAT-2010 considera a la especie en peligro de extinción; la IUCN 2019-1 como de preocupación menor. Los principales riesgos que le amenazan son la desforestación, presencia de plaguicidas organoclorados, intoxicación por plomo, ingesta de animales envenenados y comercio.

## Distribución
Su área de distribución geográfica se extiende sobre una superficie de aproximadamente 14 millones de km², desde el sur de México hasta el norte de Argentina. En América del Sur, no es encontrada al oeste de los Andes, excepto en Tumbes, Piura y Lambayeque en el Perú, en la costa del Ecuador, el noroeste y un par de núcleos cercanos a la costa del Pacífico de Colombia y el extremo noroeste de Venezuela.
En el Perú se le encuentra en toda su Amazonía, en los departamentos de Loreto, San Martín, Ucayali, Madre de Dios, Amazonas y Cajamarca; y en el Bosque seco ecuatorial, en los departamentos de Lambayeque,  Piura y Tumbes como ya se indicó.
En Argentina, la especie se distribuye en Misiones, Corrientes, Entre Ríos, Formosa, Chaco, norte de Santa Fe, Salta, Tucumán, Jujuy, Santiago del Estero, este de Catamarca, este de La Rioja, este de San Juan, norte de Córdoba, y raramente en el delta del Paraná en el nordeste de provincia de Buenos Aires. En la provincia de Buenos Aires fueron recuperados restos correspondientes a esta especie, datados del Pleistoceno.

## Hábitats
Habita principalmente los bosques tropicales de tierras bajas no perturbados, así como sabanas y praderas que se encuentran en la cercanía de estos bosques. A menudo se los puede ver cerca de pantanos, o en las zonas pantanosas de los bosques.

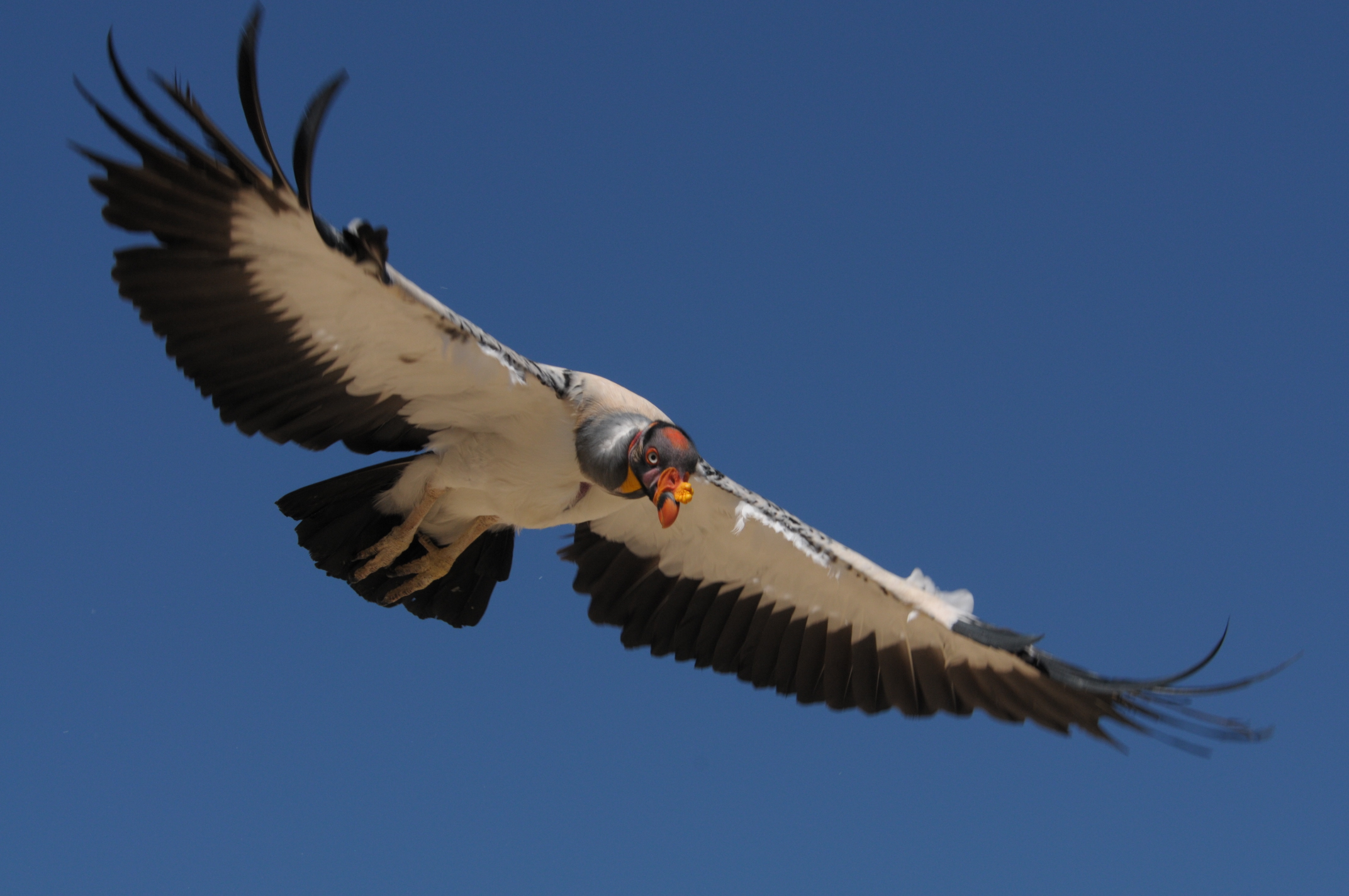
En vuelo.

En los bosques primarios de tierras bajas de su área de distribución suele ser el buitre más numeroso, sino el único. Sin embargo, en la selva amazónica su número es por lo general superado por el aura selvática(Cathartes melambrotus), mientras que en zonas más abiertas, es por lo general superado en número por el aura sabanera (Cathartes burrovianus, buitre americano cabecirrojo (Cathartes aura) y el buitre negro americano (Coragyps atratus).
En general, no vive por encima de 1500 m s. n. m., aunque al este de los Andes se los puede encontrar a una altitud de 2500 m s. n. m. En raras ocasiones han sido observados a altitudes hasta 3300 m s. n. m. Habitan en el ámbito forestal emergente, o por encima de la canopea.

## Descripción

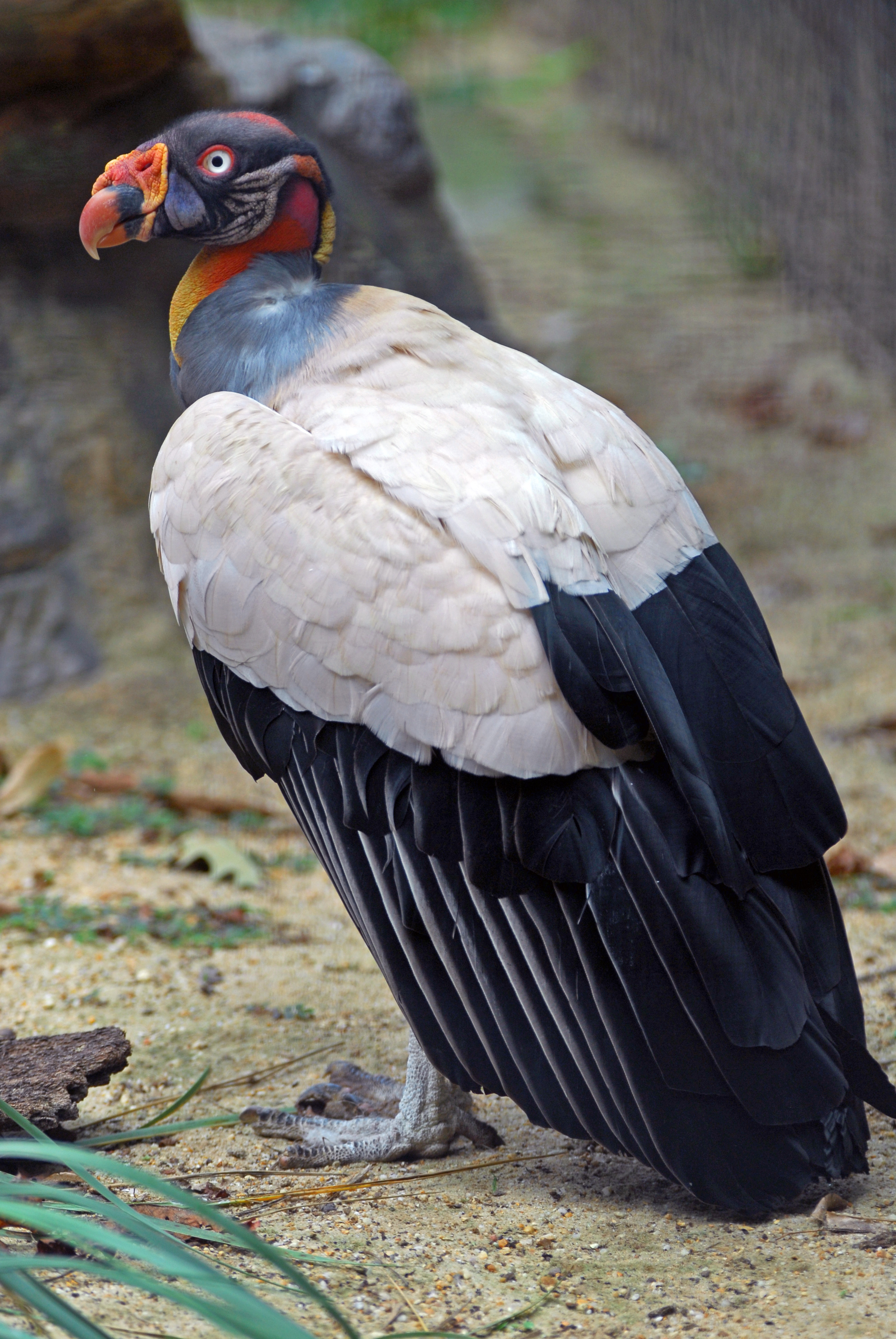

En tamaño, es el tercer buitre americano más grande. Su tamaño varía entre 67 y 81 cm de longitud, con una envergadura de entre 1,2 a 2 m y tiene un peso que oscila entre 2,7 a 4,5 kg.
El plumaje de los adultos es predominantemente blanco con un ligero matiz de rosa-amarillo. En contraste, las coberteras de las alas, las plumas de vuelo y la cola son de color gris oscuro hasta negro, como lo es también el grueso y prominente collar del cuello. La cabeza y el cuello carecen de plumas y la piel tiene tonos de rojo y morado en la cabeza, naranja profundo en el cuello y amarillo en la garganta. La piel de la cabeza es arrugada y doblada, y hay una muy notable cresta dorada e irregular adjunta a la cera por encima de su pico; esta carúncula no está totalmente desarrollada hasta en el cuarto año de su vida.
Tiene el cráneo más grande y el pico más fuerte de todos los buitres americanos. El pico es de color naranja con una base negra, y tiene una punta enganchada y los bordes afilados. El ave tiene alas anchas y una cola corta, ancha y cuadrada. El iris de sus ojos es blanco y rodeado de una esclerótica de color rojo brillante. A diferencia de algunos otros buitres americanos, carece de pestañas. Tiene piernas largas de color gris y garras gruesas. El dimorfismo sexual es mínimo; no existen diferencias en el plumaje, solo una pequeña diferencia de tamaño entre machos y hembras. Los juveniles tienen el pico y los ojos oscuros, y el cuello con plumas suaves de color gris, las que mudan en el color naranja del ave adulta. Los juveniles tienen un color grisáceo y aunque tienen una apariencia similar a la del adulto al cumplir tres años, no completan la muda al plumaje adulto hasta tener cinco o seis años de edad.

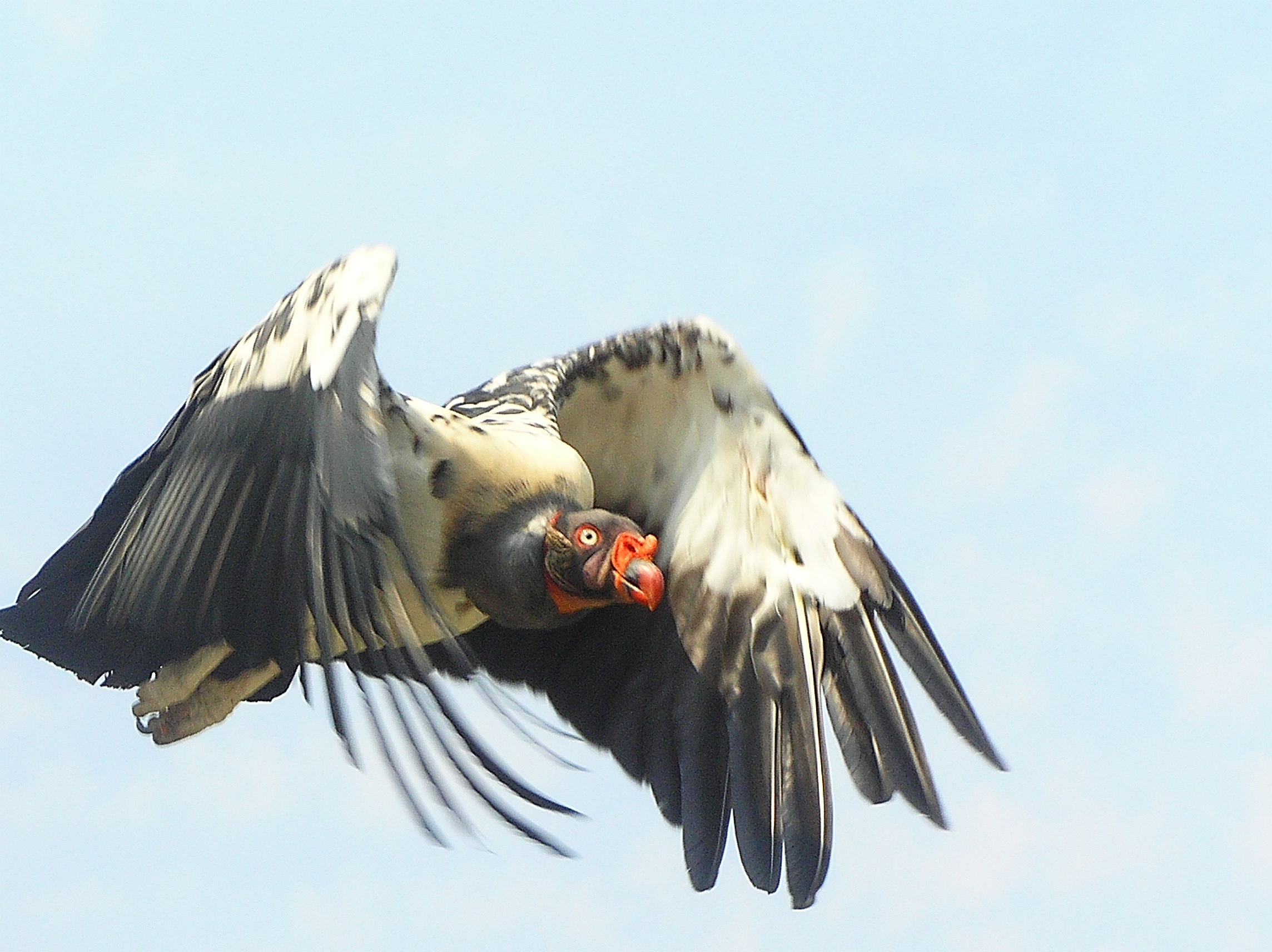
Batiendo las alas.

Un estudio del plumaje de ejemplares en cautiverio de distintas edades descubrió que las plumas ventrales fueron las primeras en ponerse blanco desde los dos años de edad en adelante, seguido por las plumas de las alas, hasta completamente transformarse en el plumaje de un ave adulto. En el estado pre-adulto final, su plumaje solo tiene negro esparcido en las cubiertas blancas de las alas.
La cabeza y el cuello del buitre carecen de plumas, siendo una adaptación para la higiene, aunque hay cerdas negras en partes de la cabeza; esta ausencia de plumas impide que bacterias provenientes de la carroña que come, puedan arruinar sus plumas y expone la piel a los efectos esterilizadores del sol.
Los juveniles, con su plumaje oscuro, pueden confundirse con el buitre americano cabecirrojo (Cathartes aura), pero vuelan con las alas planas, mientras que los adultos con su plumaje pálido podrían ser confundidos con la cigüeña de cabeza pelada (Mycteria americana), a pesar de que este último tiene el cuello largo y las piernas largas que deberían permitir una fácil identificación desde lejos.

## Comportamiento
El cóndor de la selva puede planear durante horas sin esfuerzo, batiendo las alas con poca frecuencia. Mantiene sus alas en posición horizontal con la puntas ligeramente elevadas durante el vuelo; desde alguna distancia el buitre puede parecer como si no tuviera cabeza mientras en vuelo. Sus aleteos son profundos y fuertes. En dos ocasiones en Venezuela, las aves han sido observados participando en vuelo gemelo por la naturalista Marsha Schlee, que sugirió que podría formar parte de la conducta de cortejo.
A pesar de su gran tamaño y su coloración llamativa, este buitre es muy discreto cuando está sentado en los árboles. Mientras sentado, mantiene su cabeza baja y hacia adelante. Es un ave no migratoria que, a diferencia del aura sabanera (Cathartes burrovianus), del buitre americano cabecirrojo (Cathartes aura) y del buitre negro americano (Coragyps atratus), por lo general vive solo o en pequeños grupos familiares. Grupos de hasta 12 aves han sido observados, bañándose y bebiendo en un charco sobre una cascada en Belice.

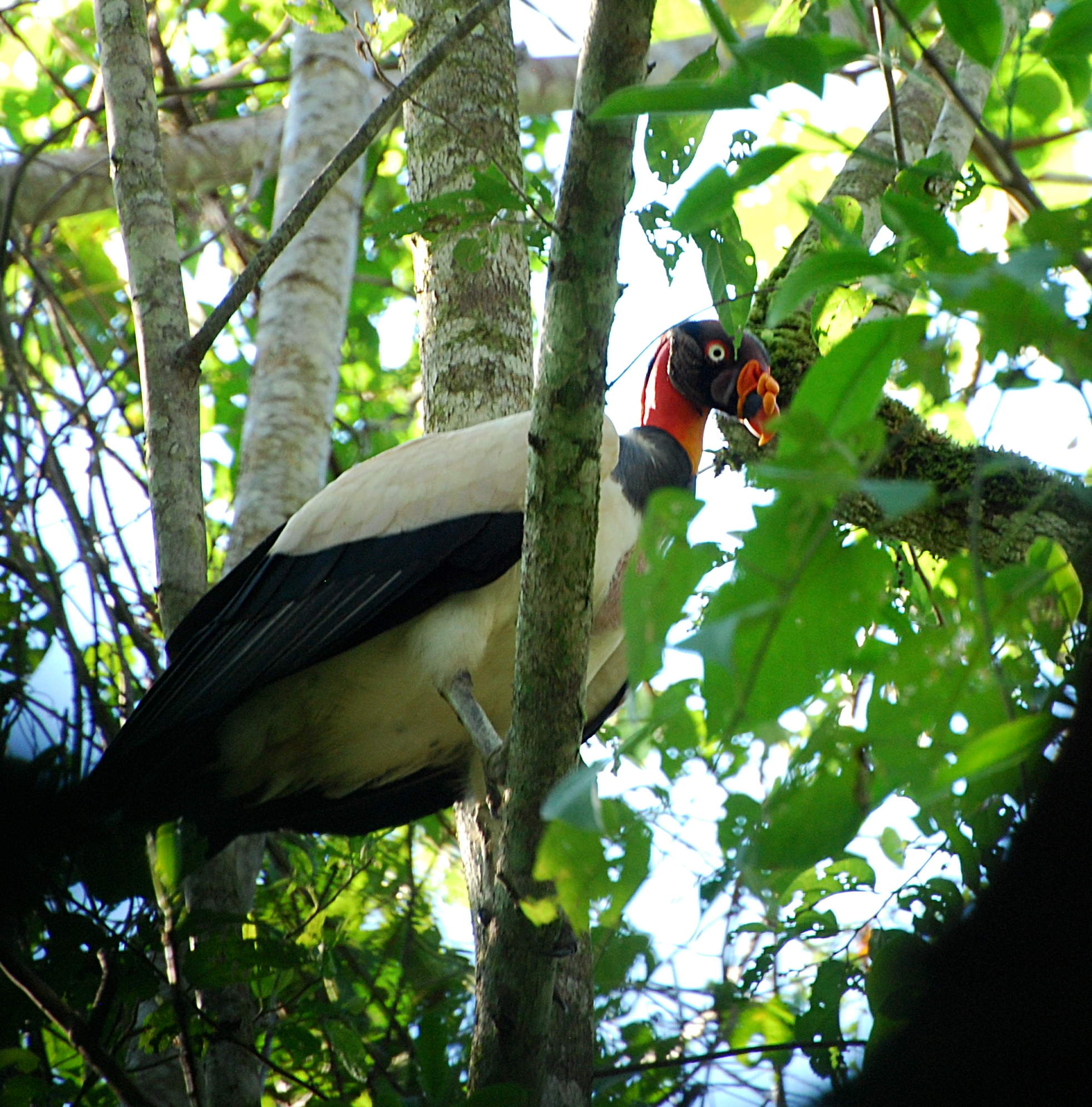
En la canopea.

En general uno o dos aves bajan para alimentarse de un cadáver, aunque en ocasiones hasta diez o más pueden congregar cuando hay suficiente carroña. Los cóndores de la selva pueden llegar a vivir hasta 30 años en cautiverio, aunque se desconoce su esperanza de vida en un ambiente silvestre. Utiliza urohidrosis, defecando sobre sus patas, para reducir su temperatura corporal. A pesar de su gran tamaño y pico fuerte, suele ser poco agresivo cuando se alimenta. El zopilote rey carece de una siringe, aunque puede emitir gruñidos bajos y silbidos durante el cortejo, y traquetear con el pico cuando se siente amenazado. Sus depredadores naturales son las serpientes, que saquean los nidos para alimentarse de los huevos o polluelos, y los grandes felinos como el jaguar, que puede sorprender y matar a un ave adulto cuando este está alimentándose en el suelo.

### Alimentación

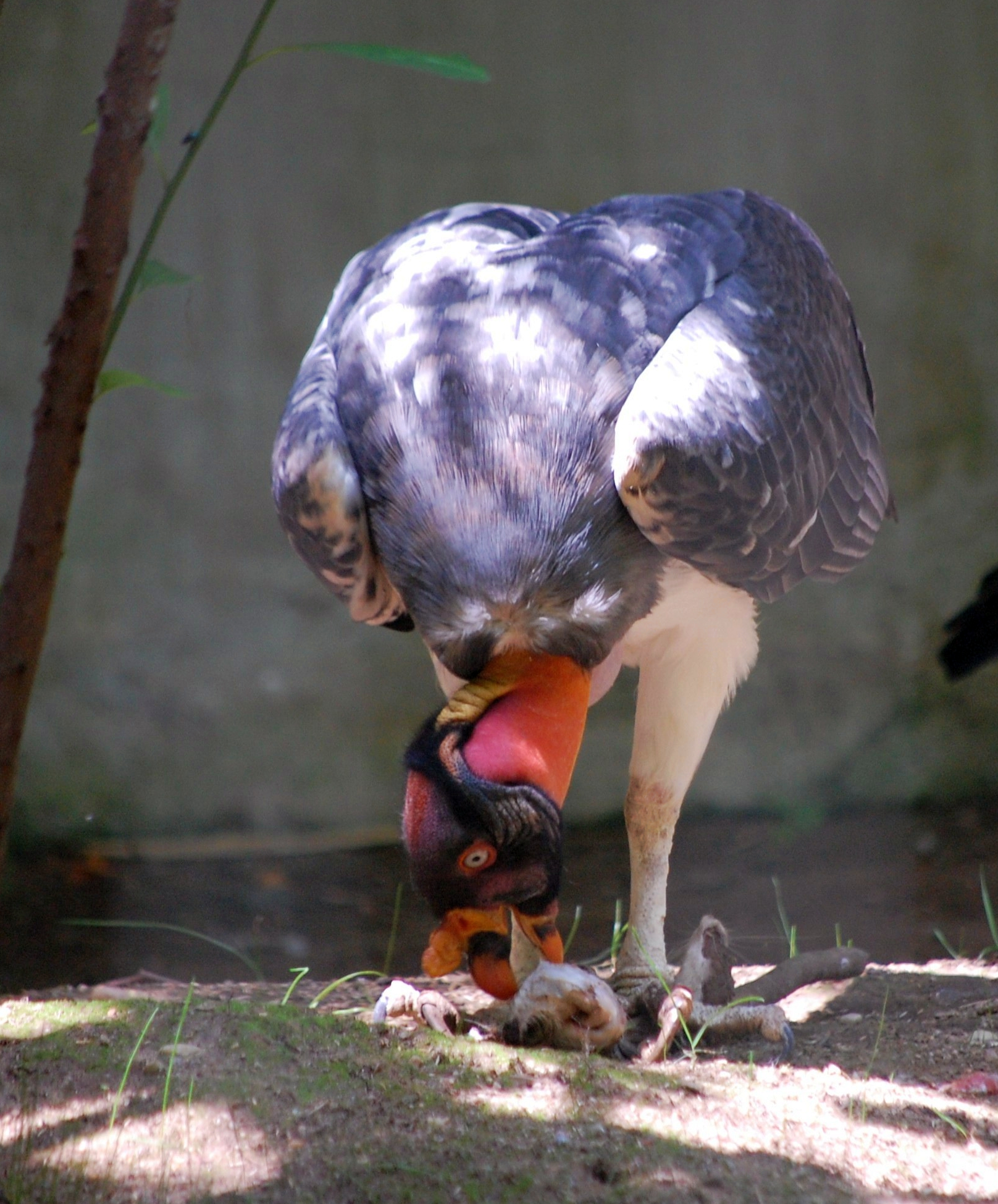
Comiendo en el zoológico de Nueva York.

El cóndor de la selva se alimenta de todo tipo de carroña, desde cadáveres de ganado hasta peces varados y lagartijas muertas. Aunque es principalmente un ave carroñero, hay algunos informes aislados mencionando que atacó a animales heridos, terneros recién nacidos y pequeños lagartos.
Aunque localiza los animales muertos por la visión, el papel que pueda tener el olor en la localización de carroña ha sido objeto de debate. El consenso ha sido que no detecta los olores y que sigue los buitres que tienen un sentido del olfato, como el aura selvática (Cathartes melambrotus) y el aura gallipavo (Cathartes aura), cuando estos se dirigen al animal muerto. Sin embargo, en un estudio que data de 1991, se comprobó que tiene la capacidad de localizar carroña en el bosque sin la ayuda de otros buitres, lo que parece indicar que utiliza el sentido del olfato para localizarla.
Se alimenta principalmente de carroña que encuentra en la foresta, aunque puede también vagar hacia las sabanas cercanas en busca de alimento. Al encontrar un animal muerto, desplaza a los otros buitres que se congregan alrededor de la carroña debido a su gran tamaño y su pico fuerte. Solo puede ser desplazado, cuando se acercan a la misma carroña, por el cóndor andino, al ser este último más grande, aunque son muy raros los encuentros de ambas especies por diferencias de hábitats en que se distribuyen.
Por lo general, solo se come la piel y las partes más duras del tejido del animal. Hay también informes de que el cóndor de la selva come la fruta caída de la palma moriche, cuando la carroña es escasa, hecho observado en el estado de Bolívar, Venezuela.

### Reproducción
No se sabe mucho sobre su comportamiento reproductivo en un ambiente silvestre; mucho de la información ha sido recopilada observando las aves en cautiverio, en particular en el jardín zoológico de París. Alcanza la madurez sexual cuando cumple cuatro o cinco años, con las hembras madurando un poco antes que los machos. Se reproduce principalmente durante la estación seca. Forman parejas de por vida. En general por temporada de cría ponen un solo huevo sin marcas; el nido lo hacen en el hueco de un árbol. El nido tiene un olor fétido, lo que sirve para protegerse de depredadores potenciales. Ambos padres incuban el huevo durante 52 a 58 días. Si el huevo se pierde, a menudo será puesto un segundo huevo después de seis semanas. Los padres comparten las tareas de incubación hasta que el polluelo cumple aproximadamente una semana, después de lo cual a menudo montan guardia en lugar de empollar.
La cría es semi-altricial, es decir, está indefensa al nacer, pero ya cubierta de plumón y sus ojos están abiertos; las aves realmente altriciales nacen desnudas y ciegas. Se desarrollan rápidamente, el polluelo ya está totalmente alerta al segundo día y es capaz de pedir alimentos y retorcerse en el nido. Al tercer día empieza a acicalarse a sí mismo y a picotear. Al décimo día comienza a crecer su segunda capa de plumón blanco, y pueden pararse en puntas de pie al vigésimo día. Cuando tiene entre 1 y 3 meses de edad, los polluelos caminan y exploran los alrededores del nido. A los 3 meses de edad realizan sus primeros vuelos.

## Conservación

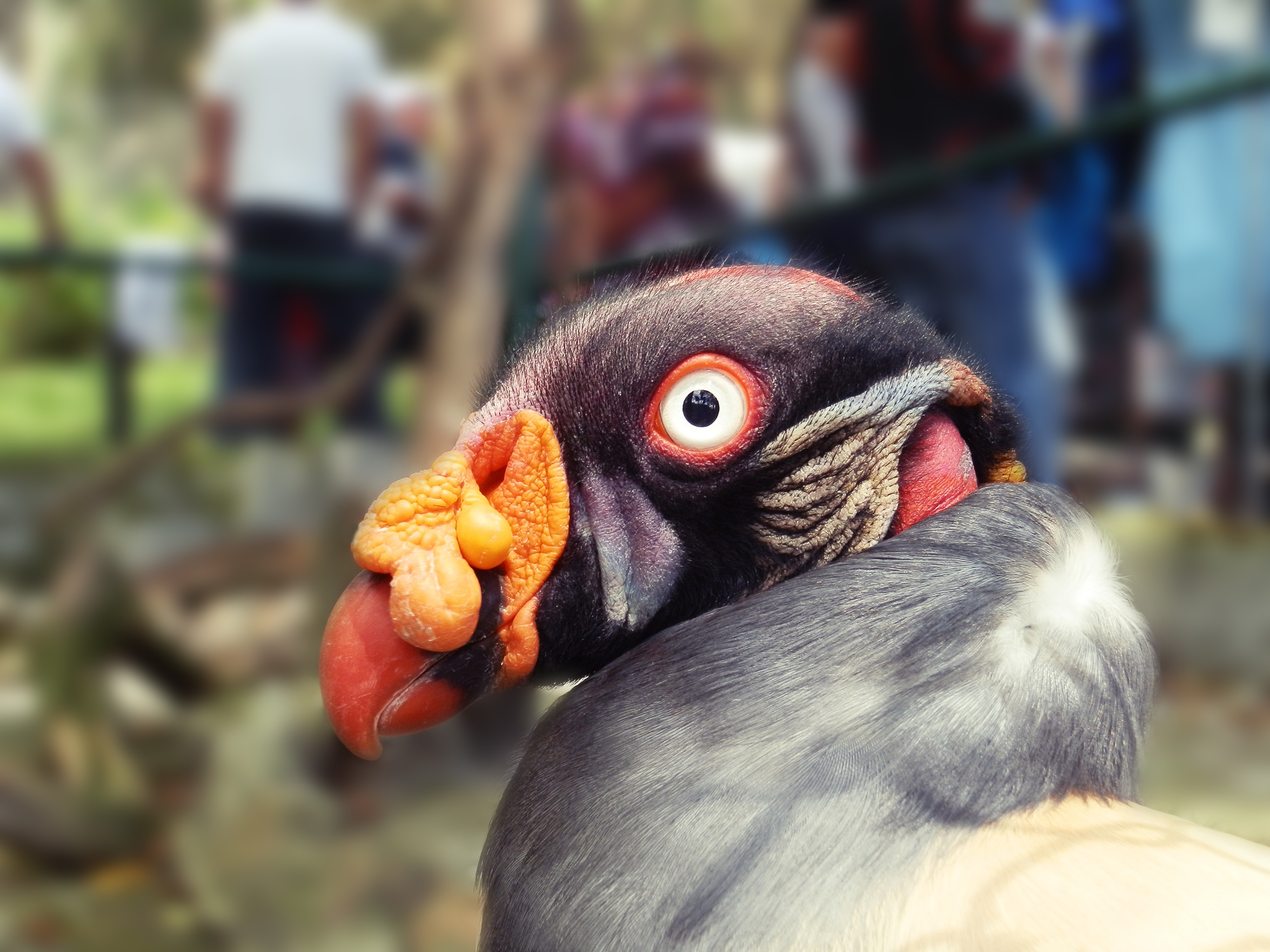
Un ejemplar en el Parque Zoológico Chorros de Milla, Mérida, Venezuela

El cóndor de la selva es una especie que se encuentra bajo preocupación menor de acuerdo a la UICN, ya que tiene una población estimada de entre 10 000 y 100 000 individuos silvestres. También tiene una amplia distribución geográfica, que se extiende sobre una superficie de 14 millones de kilómetros cuadrados.
Sin embargo, hay evidencia que sugiere una disminución de la población, aunque no parece ser suficientemente significativo para que sea incluida en la lista de especies vulnerables. Esta disminución se debe principalmente a la destrucción del hábitat y a la caza furtiva. Aunque distintivo, su costumbre de posarse en los árboles altos y volar a una gran altitud dificultan el monitoreo de esta especie.

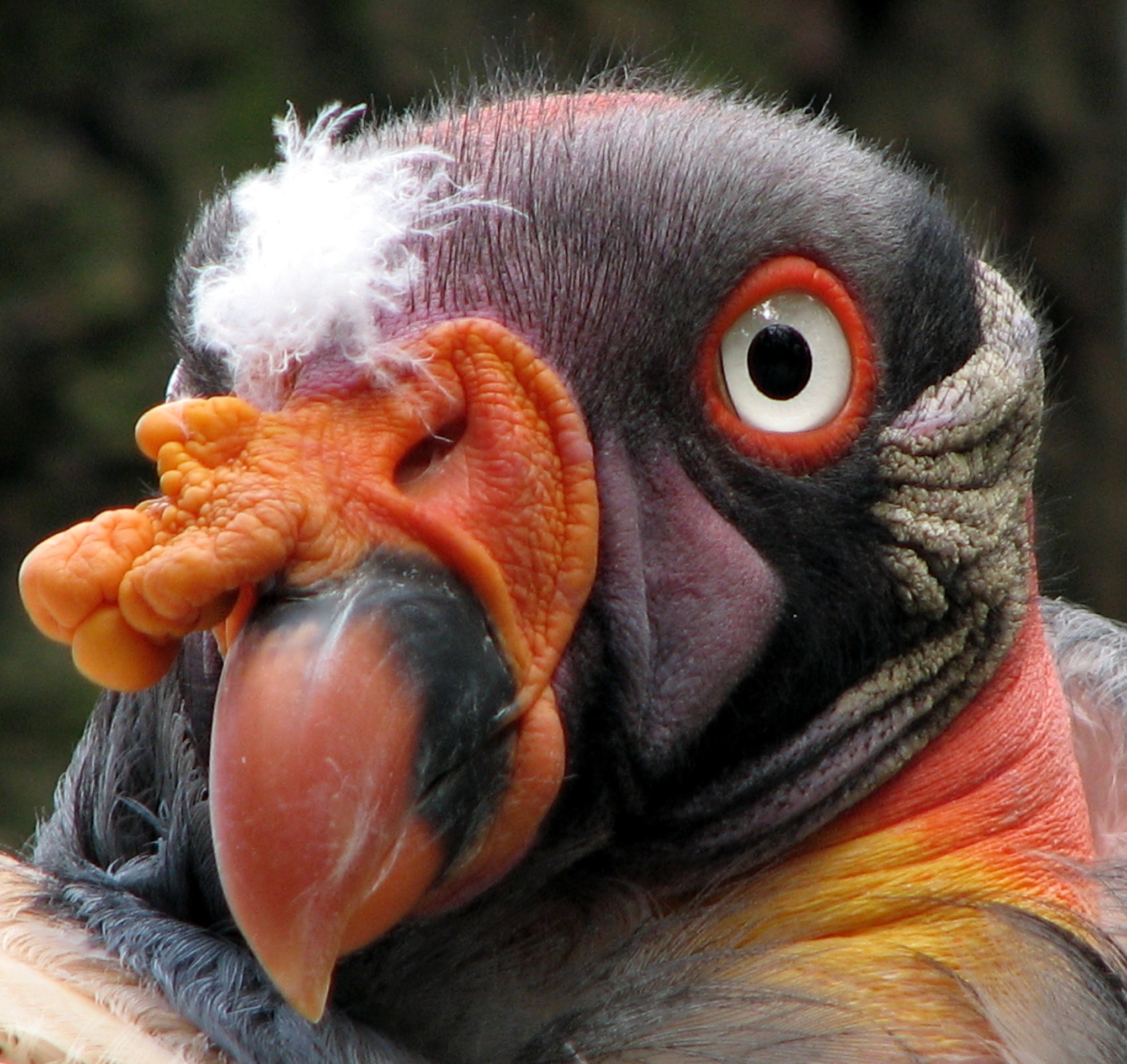
Adulto en el zoológico de Berlín

## Relación con el hombre

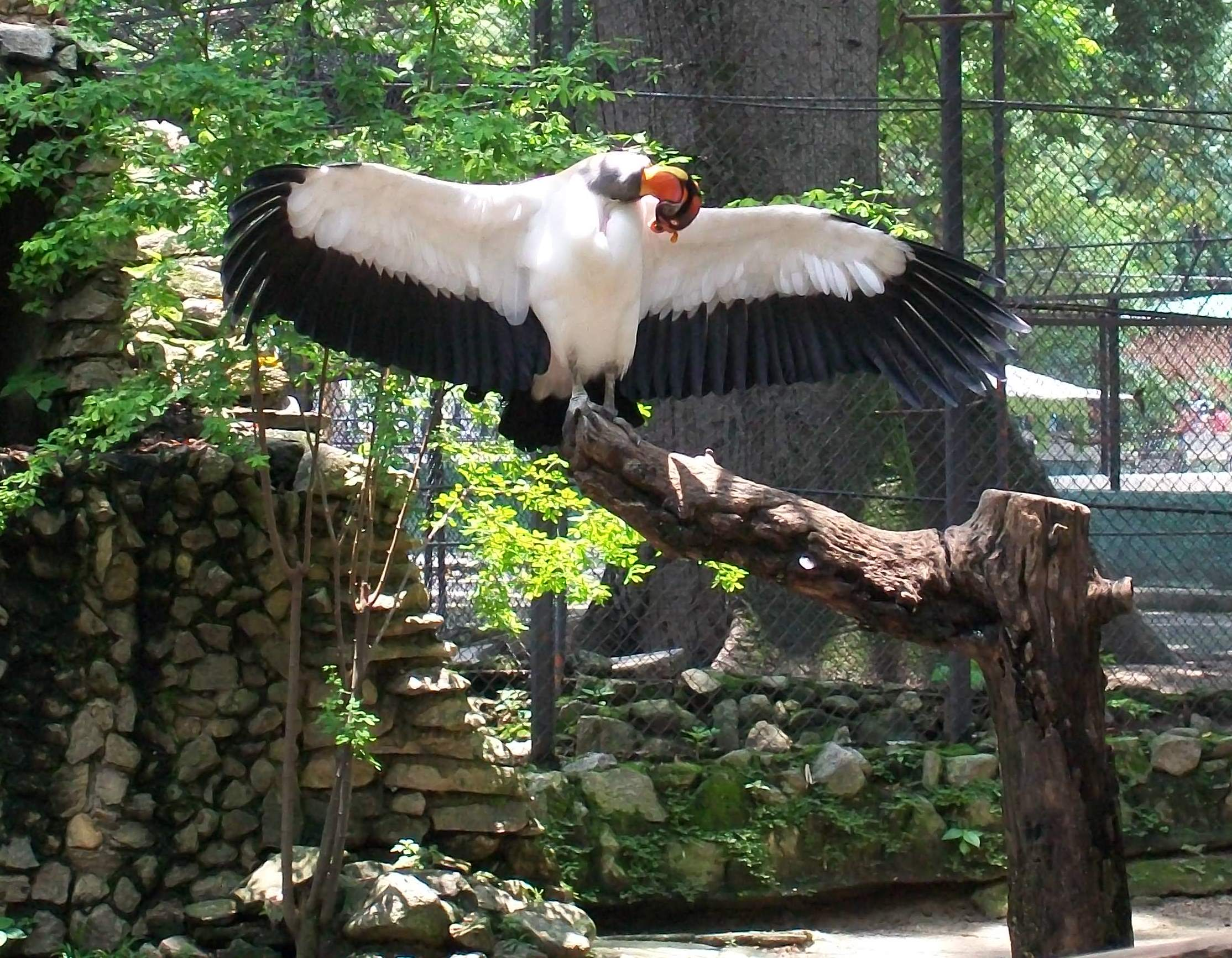
Extendiendo las alas.

Es una de las especies de aves más frecuentemente representadas en los códices mayas. Su glifo es fácilmente distinguible por la carúncula en la base del pico y por los círculos concéntricos que forman los ojos del ave. A veces es retratado como un dios con cuerpo humano y una cabeza de ave. Según la mitología maya, este dios a menudo servía de mensajero entre los seres humanos y otros dioses. También representaba a Cozcaquauhtli, la trecena número 16 del calendario maya (13 Reed). Aunque se consideró también la posibilidad de que podría representar un pavo ocelado (Meleagris ocellata), el pico enganchado y la carúncula apuntan en la dirección del Sarcoramphus papa.
En la medicina tradicional, la sangre y las plumas del ave fueron utilizadas para curar enfermedades. Es también un tema popular en la filatelia de los países dentro de su área de distribución. Apareció en sellos de El Salvador en 1963, Belice en 1978, Guatemala en 1979, Honduras en 1997, Bolivia en 1998, y Nicaragua en 1999.
Debido a su gran tamaño y su belleza, es una atracción popular en los parques zoológicos del mundo entero. Es una de varias especies de aves que tienen un registro genealógico de la Asociación de Zoológicos y Acuarios (AZA), que se mantiene en el parque zoológico de Fort Worth en los Estados Unidos.

## Otros nombres
Por causa de tan extensa área de distribución, posee numerosos nombres vulgares; según cada país de norte a sur los más frecuentes son: zamuro rey, rey zamuro o zopilote rey (México, Venezuela), rey zope (Honduras), zopilote real (Nicaragua), rey gallote o rey de los gallinazos  (Panamá) y (Colombia), cóndor de los llanos (Venezuela), cóndor de la selva (Perú), yryvu ruvicha o cuervo real (Paraguay),  y jote real o cóndor real (Argentina).
Hay dos teorías que explican el origen de la denominación «rey» en muchas de sus denominaciones populares. La primera mantiene que se trata de una referencia a su hábito de desplazar los buitres más pequeños de un cadáver y comer mientras esperan los demás. Una teoría alternativa es que el nombre se deriva de leyendas Mayas, en las que el ave era un rey que servía de mensajero entre los humanos y los dioses. Esta ave es también conocida como «cuervo blanco» en la población española de Paraguay. Se llamaba cozcacuauhtli en náhuatl, una derivación de las palabras cozcatl («cuello») y cuauhtli («aves de rapiña»).

## Taxonomía
Sarcoramphus papa fue originalmente descrito como Vultur papa por Carlos Linneo en 1758 en la décima edición de Systema Naturae, el espécimen tipo fue capturado en Surinam. Fue reasignado al género Sarcoramphus en 1805 por el zoólogo francés André Marie Constant Duméril. El nombre genérico es un compuesto neolatín formado a partir de las palabras griegas σάρξ (sarx, «carne», cuya forma combinada es σαρκο) y ῥάμφος (rhamphos, «pico torcido de aves de rapiña»). El nombre del género es a menudo mal escrito como Sarcorhamphus, manteniendo equivocadamente el espíritu áspero griego a pesar de la aglutinación con la palabra anterior.

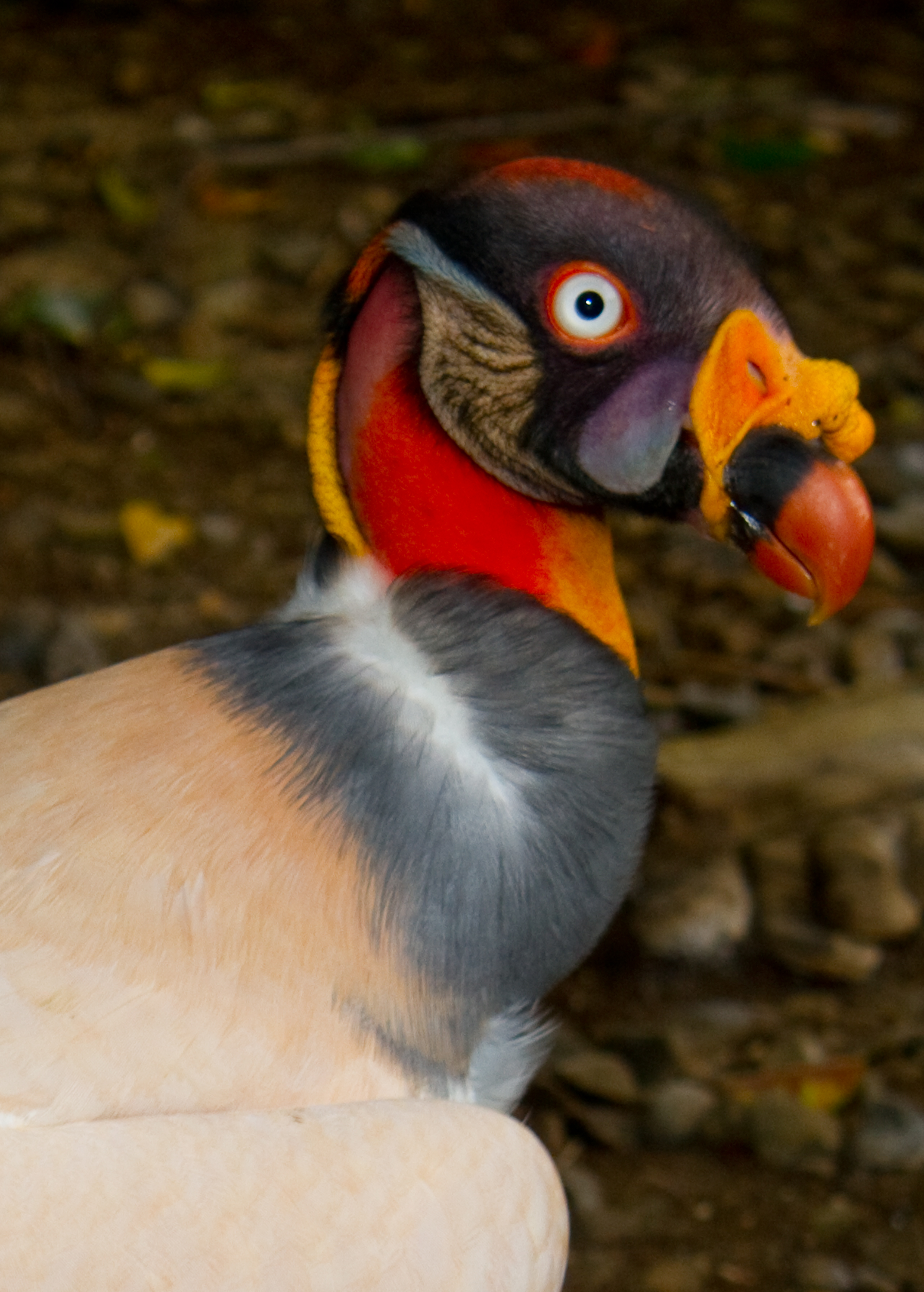
En Panamá.

Fue también asignado al género Gyparchus por Constantin Wilhelm Lambert Gloger en 1841, pero este nombre pasó a la sinonimia de Sarcoramphus pues este último tiene prioridad por ser el nombre con mayor antigüedad.
El nombre de la especie se deriva de la palabra latín papa que significa «obispo», en alusión al plumaje del ave que tiene alguna semejanza con la túnica de obispos. Genéticamente, su pariente más cercano es el cóndor andino (Vultur gryphus). Algunos autores han incluso colocado estas especies en una subfamilia separada de los demás buitres americanos, aunque la mayoría de los autores no consideran necesaria esta subdivisión.
Al igual que las otras 6 especies de buitres americanos, no existe claridad sobre su exacta ubicación taxonómica. A pesar de que los buitres americanos y los buitres eurasiáticos y africanos tienen una apariencia y funciones ecológicas semejantes, ambos grupos evolucionaron de ancestros diferentes en diferentes partes del mundo. La medida en que son diferentes es actualmente el enfoque del debate, con algunas autoridades sugiriendo que los buitres americanos pueden ser Ciconiiformes por lo que estarían más estrechamente relacionados con las cigüeñas. Autoridades taxonómicas más recientes colocan a los buitres americanos en el orden Accipitriformes junto con los buitres del Viejo Mundo, o los colocan en su propio orden: Cathartiformes.
Esta es la posición del Comité de Clasificación de América del Sur que ha retirado los buitres americanos del orden Ciconiiformes para trasladarlos al orden Cathartiformes.

### Registro fósil y evolución
El género Sarcoramphus, que hoy solo contiene a esta especie, tenía una distribución más amplia en el pasado. La especie Sarcoramphus kernense, vivió en el suroeste de América del Norte a mediados del Plioceno (Piacenziense), hace 3,5 hasta 2,5 millones de años. Era un componente poco conocido de la etapa faunal del periodo Blancano/Delmontiano. El único material es un húmero distal fósil quebrado, hallado en Pozo Creek, en el Condado de Kern, California.
De acuerdo con la descripción original de Loye H. Miller: «[c]omparado con [S. papa] el tipo se conforma en su forma y curvatura general a excepción de su mayor tamaño y robustez». El largo lapso de tiempo entre la existencia de ambas especies puede indicar que Sarcoramphus kernense podría ser distinta, pero como el fósil está algo dañado y no muy apto para fines diagnósticos, la asignación a este género no es del todo cierto. Durante el Pleistoceno, hubo en Perú otra especie que probablemente es asignable al mismo género: Sarcoramphus fisheri.
Los restos fósiles de otro supuesto pariente, hallados de los depósitos cuaternarios de una cueva en Cuba, resultaron ser los huesos del Gavilán de Borrás, Buteogallus borrasi (antes en Titanohierax).
Poco se puede decir de la historia evolutiva del género Sarcoramphus, sobre todo porque los restos fósiles de otros buitres americanos neógenos suelen ser más jóvenes o aún más fragmentarios. Los teratornítidos (Teratornithidae) dominaron el nicho ecológico de los grupos existentes, especialmente en América del Norte. Sarcoramphus kernense parece preceder ligeramente el choque principal del Gran Intercambio Americano, y es notable que la diversidad de los buitres americanos vivos parece haberse originado en América Central.
S. kernense, por lo tanto, podría representar una divergencia hacia el norte, posiblemente hermana al linaje de S. fisheri – S. papa. El registro fósil, aunque escaso, apoya la teoría de que los Sarcoramphus ancestrales y los cóndores de América del Sur del género Vultur se separaron desde hace por lo menos unos 5 millones de años.

### El «buitre pintado» de Bartram

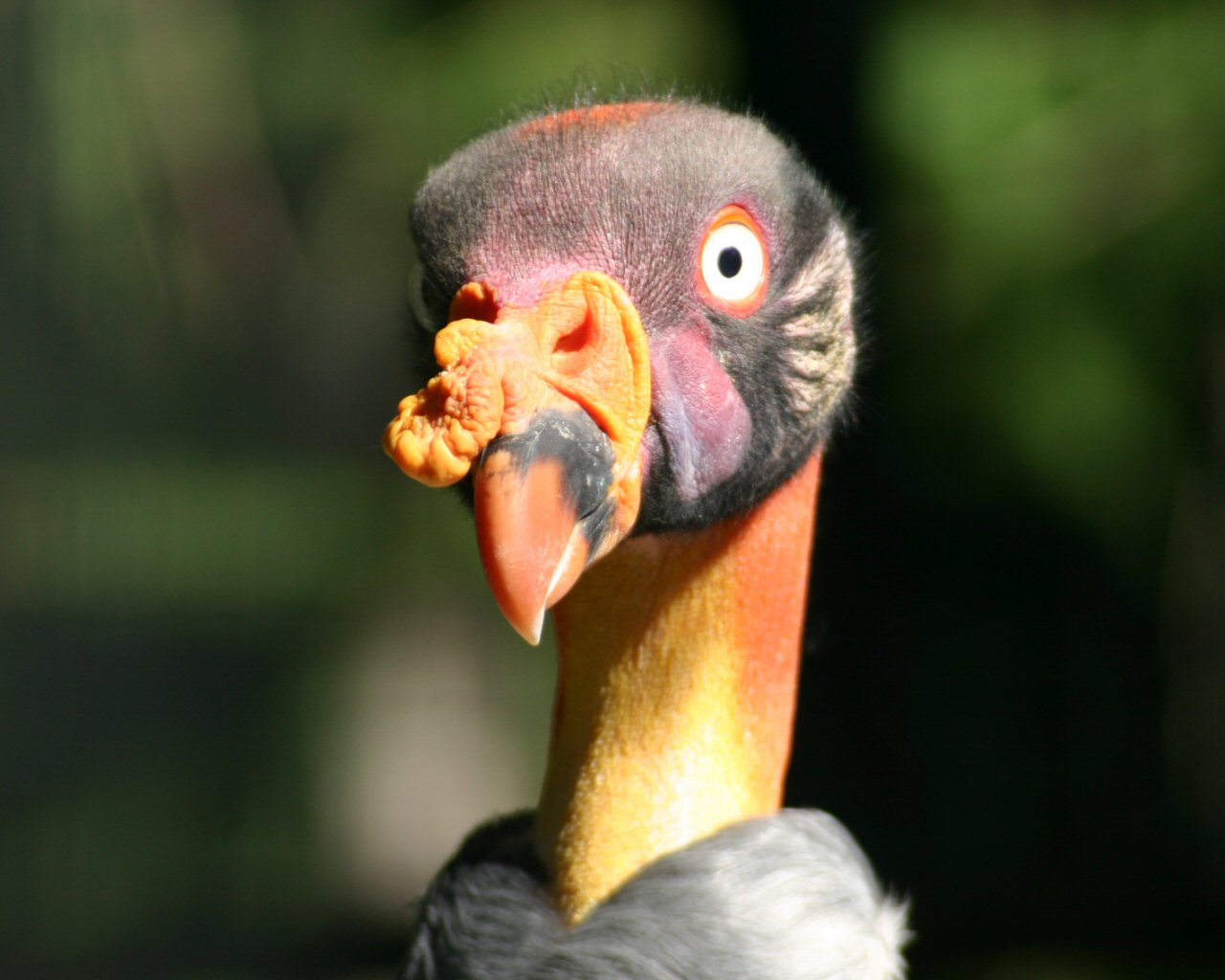
Un ejemplar en el Jardín Zoológico de Berlín.

Un «buitre pintado» (Sarcoramphus sacra o S. papa sacra) fue descrito por William Bartram en el relato de sus viajes en Florida durante la década de 1770. La descripción de esta ave coincide con la apariencia de Sarcoramphus papa, con la excepción de la cola que era blanca, y no de color negro. Bartram describe que la especie era relativamente común en Florida, e incluso afirmó haber capturado a una.
Sin embargo, ningún otro naturalista pudo confirmar la existencia del buitre pintado en la Florida, y después de sesenta años del registro original, su validez comenzó a ser cuestionada, dando lugar a lo que John Cassin describió como el problema más atractivo de la ornitología de América del Norte.
Aunque al principio la mayoría de los ornitólogos defendió la honestidad de Bartram, Joel Asaf Allen argumentó que el buitre pintado era un ave mítica y que Bartram mezclaba elementos de diferentes especies para crear esta ave. Allen señaló que el comportamiento de las aves, según lo registrado por Bartram, era en total acuerdo con el del caracara; por ejemplo, Bartram observó que las aves seguían incendios para recoger los insectos y las tortugas caja quemadas. Tal comportamiento es típico de los caranchos, pero Sarcoramphus papa, por su tamaño grande y sus patas más cortas, no está bien adaptado para caminar. Esta ave, se creía, era común y muy visible en los días de Bartram, pero su ausencia en el relato de Bartram es notable, si se acepta el buitre pintado como un Sarcoramphus. Sin embargo, Francis Harper argumenta que el ave podría, como en la década de 1930, haber sido poco común en la zona que Bartram visitó y se podría haberle pasado por alto.
Harper advirtió que las notas de Bartram fueron alteradas y ampliadas considerablemente en la edición impresa, y el detalle de la cola blanca apareció por primera vez impresa en este relato revisado. Harper cree que Bartram podría haber tratado de completar los detalles de las aves de memoria y que se equivocó en la coloración de la cola. En esta fecha tardía, Harper y otros investigadores han intentado comprobar la existencia anterior en la Florida de un pariente del Sarcoramphus papa, sugiriendo que su población estaba en proceso de extinción y que finalmente desapareció durante una ola de frío. Además, William McAtee, teniendo en cuenta la tendencia de las aves en la Florida de formar subespecies, sugirió que la cola blanca podría interpretarse como una indicación de que el buitre pintado representaba una subespecie de Sarcoramphus papa.

## Galería de imágenes

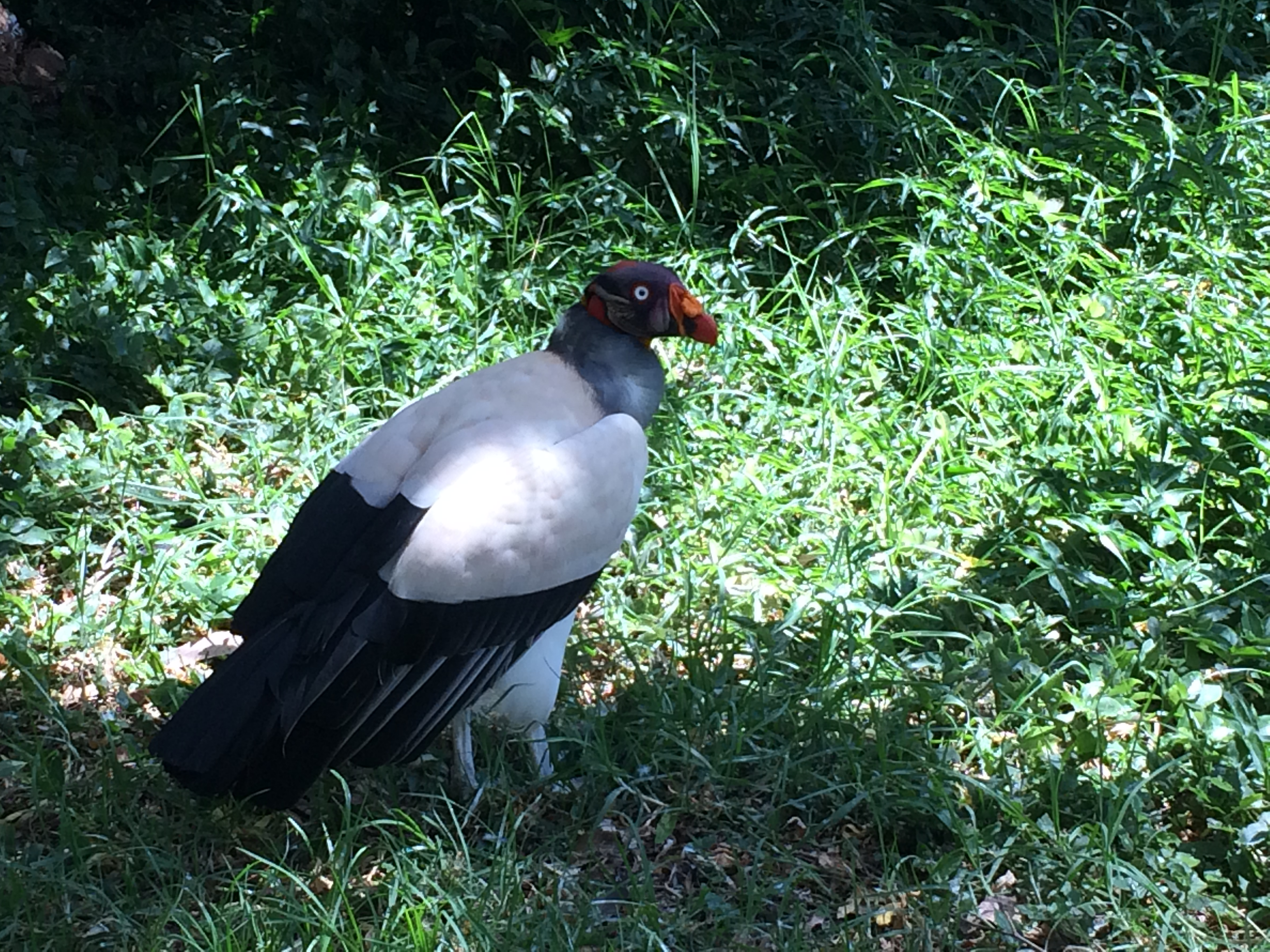
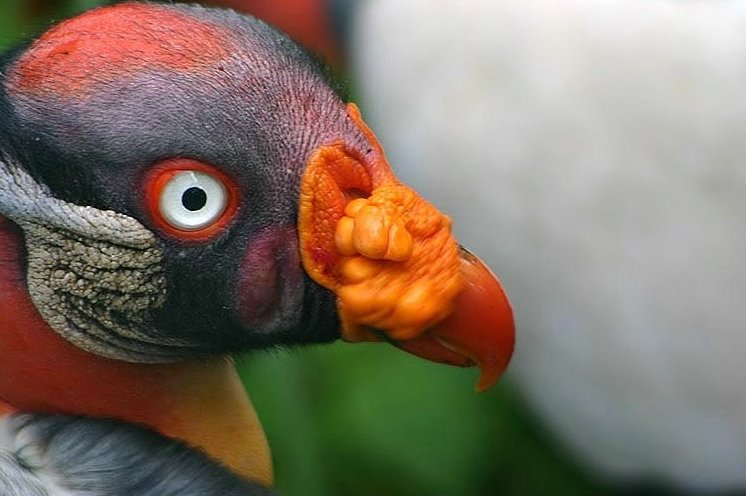
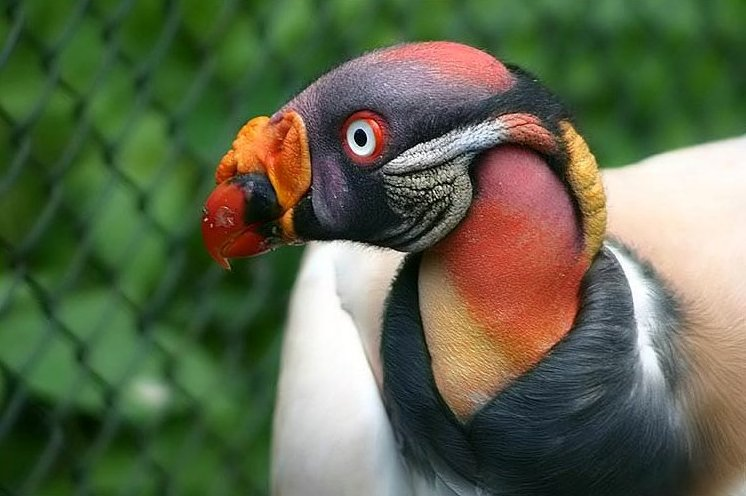
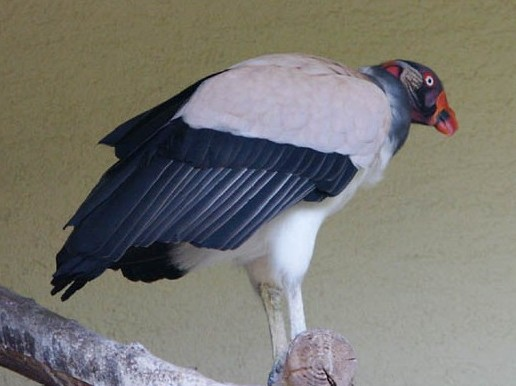
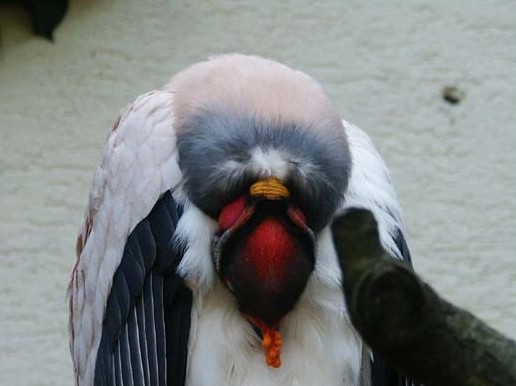
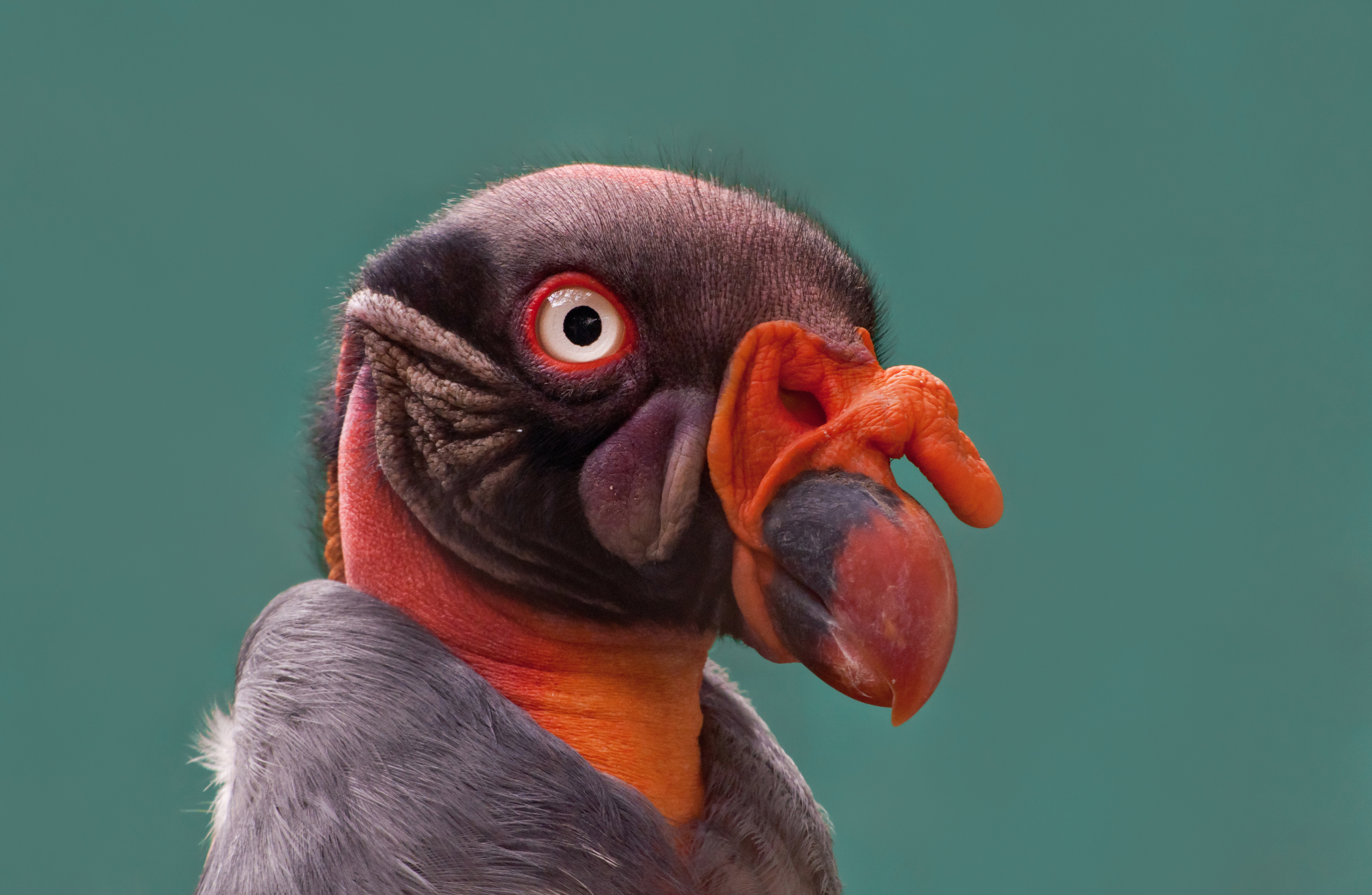